# Связь в Австралии
На телекоммуникационном рынке Австралии доминирует оператор Telstra. Другими провайдерами телефонной связи являются Optus (принадлежащий Singapore Telecommunications), AAPT и Powertel (оба принадлежат Telecom New Zealand), Soul (SP Telemedia), Vodafone и Hutchison 3G (3 Mobile)

## Телефония
Основная en:Core network телефонная сеть Австралии преимущественно строится на оптических сетях связи, с медными линиями в сетях доступа. Сети сотовой связи построены по технологии GSM и в большинстве своем усовершенствованы до поколения 3G в 2003 году.
Национальные сети
Спутниковая связь используется в малонаселенных удаленных местах, в основном спутниковая связь Optus C1, D1 и D2.
Национальные волоконно-оптические сети связи
Telstra, Optus, Nextgen Networks, PowerTel и AAPT являются главными межгородскими сетями.
Международная связь
Проложены подводные волоконно-оптические кабели до:
Новой Зеландии (Southern Cross Cables to NZ, Hawaii, US Mainland) с пропускной способностью 240Gbit/s по состоянию 2005 года, было запланировано увеличение до 1.2 Tbit/s до 2008 года.
Фиджи (Southern Cross Cables to Fiji, Hawaii, US Mainland) с пропускной способностью 240Gbit/s по состоянию 2005 года, было запланировано увеличение до 1.2 Tbit/s до 2008 года.
Япония (Australia-Japan Cable to Guam & Japan) преимущественно используется как альтернативный маршрут до США с емкостью в 2 кабеля по 320GB/s.
Индонезия (Sea-Me-We3) до Индонезии и Азии, Среднего Востока с емкостью 40GB/s.
Папуа Новая Гвинея (APNG2 Previously part of Pac Rim West) — пропускная способность 2x565Mbit/s.
Индонезия (Jasaraus Linking to APCN Asia Pacific) — пропускная способность 5 GB/s.
Статистика использования услуг связи:
Проводная связь: 9.76 млн абонентов (2007)
Сотовая связь: 21.26 млн абонентов (2007)